# FIFA Football 2005
FIFA Football 2005 (так же известная, как FIFA Soccer 2005, FIFA 2005 или просто FIFA 05) — футбольная компьютерная игра, разработанная фирмой EA Canada и выпущенная корпорацией Electronic Arts 8 октября 2004 года. Игра была выпущенная для ряда игровых платформ: для PlayStation, PlayStation 2, Microsoft Windows (ПК), Xbox, Nintendo GameCube, PlayStation Portable, Game Boy Advance, Gizmondo, N-Gage и мобильного телефона. Слоган игры: «Великий игрок нуждается в великом первом касании» (англ. A great player needs a great first touch). FIFA 2005 является двенадцатой игрой в серии FIFA, девятой в 3D и последней, выпущенной для приставки PlayStation в Северной Америке. FIFA Football 2005 впервые была разработана для седьмого поколения портативных игровых систем.
Игра включает возвращённый режим создания игроков, а также новый улучшенный режим 15-сезонной карьеры. Большое отличие FIFA Football 2005 от предыдущих игр серии заключается в наличии «первого касания», которое помогает исполнять реалистичные пасы и трюки. Кроме того, в игру впервые была включена Мексиканская Примера. Саундтрек был составлен английским диджеем Полом Окенфолдом, который так же написал трек «FIFA Theme» специально для игры.
На обложке FIFA Football 2005 изображены Патрик Виейра, Фернандо Морьентес и Андрей Шевченко. В североамериканской версии Виейра заменён на Освальдо Санчеса. Комментаторами к игре выступили Джон Мотсон и Алли Маккойст.

## Клубы
В общей сложности в FIFA Football 2005 присутствуют 25 полных футбольных лиг, представляющих 21 страну. Помимо полных лиг в игре присутствует раздел «остальной мир», в котором представлено 12 клубов из пяти стран, лиги которых не включены в игру.

## Национальные сборные
FIFA Football 2005 располагает 39 национальными сборными. В игре нет сборных Японии, которая дошла до 1/8 чемпионата мира в Южной Корее и Японии (права на эту сборную есть только у фирмы Konami), Южной Кореи, занявшей 4 место на этом же чемпионате (несмотря на то, что в игре присутствует национальная лига этой страны), Нидерландов (чья национальная лига так же представлена в игре) и Сенегала, дошедшей до четвертьфинала чемпионата мира 2002 года.

## Стадионы
В игре имеется возможность провести матчи на 31 арене: на 20 реально существующих стадионах 7 различных стран, на 10 «шаблонных» аренах (для команд, не имеющих собственного реального стадиона в игре) и на одном тренировочном поле.

## Саундтрек
В FIFA Football 2005 представлено 38 композиций от исполнителей 20 стран мира.
| - INXS — «What You Need (Coldcut Force Mix 13 Edit)» - Faithless — «No Roots» - Future Funk Squad — «Sorcerary» - New Order — «Blue Monday» - The Streets — «Fit But You Know It» - Моррисси — «Irish Blood, English Heart» - Пол Окенфолд — «Beautiful Goal (EA Sports Football Theme)» - Эмма Уоррен — «She Wants You Back» - Inverga + Num Kebra — «Eu Perdi Você» - Marcelo D2 — «Profissão MC» - Ивет Сангало — «Sorte Grande» - Los Amigos Invisibles — «Esto Es Lo Que Hay (Reggaeton Remix)» - Nachlader — «An die Wand» - Oomph! — «Augen Auf!» - Seeed — «Release» - Miss J — «Follow Me» - Gusanito — «Vive La Vida» - Sôber — «Cientos de Preguntas» - Ла Мала Родригес — «Jugadoras, Jugadores» | - Brothers — «Dieci Cento Mille» - Sandro Bit — «Ciao Sono Io» - Сара Маклахлан — «World on Fire (Junkie XL Remix)» - Деби Нова — «One Rhythm (Do Yard Riddim Mix)» - Clorofila of Nortec Collective — «Almada» - Ферри Корстен — «Rock Your Body, Rock» - Zion & Lennox — «Ahora» - Flogging Molly — «To Youth (My Sweet Roisin Dubh)» - Head Automatica — «Brooklyn Is Burning» - Scissor Sisters — «Take Your Mama» - Air — «Surfing on a Rocket» - Jose — «A Necessidade» - Mañana — «Miss Evening» - The Sounds — «Seven Days a Week» - The Soundtrack of Our Lives — «Karmageddon» - Franz Ferdinand — «Tell Her Tonight» - Sneak Attack Tigers — «The End of All Good» - Уэйн Маршалл — «Hot in the Club» - Soul'd Out — «1,000,000 Monsters Attack» |

## Отзывы
| Сводный рейтинг    | Сводный рейтинг | Сводный рейтинг | Сводный рейтинг | Сводный рейтинг | Сводный рейтинг | Сводный рейтинг | Сводный рейтинг |
| Издание            | Оценка          | Оценка          | Оценка          | Оценка          | Оценка          | Оценка          | Оценка          |
| Издание            | GBA             | GC              | N-Gage          | PC              | PS2             | PSP             | Xbox            |
| ------------------ | --------------- | --------------- | --------------- | --------------- | --------------- | --------------- | --------------- |
| GameRankings       | 82 %            | 80,99 %         | 77,90 %         | 78,25 %         | 81,46 %         | 74,36 %         | 82,07 %         |
| Metacritic         | 75/100          | 78/100          | 79/100          | 77/100          | 81/100          | 73/100          | 81/100          |
| Иноязычные издания |                 |                 |                 |                 |                 |                 |                 |
| Издание            | Оценка          | Оценка          | Оценка          | Оценка          | Оценка          | Оценка          | Оценка          |
| Издание            | GBA             | GC              | N-Gage          | PC              | PS2             | PSP             | Xbox            |
| EGM                | N/A             | 8,33/10         | N/A             | N/A             | 8,33/10         | 7,83/10         | 8,33/10         |
| Eurogamer          | N/A             | N/A             | N/A             | N/A             | N/A             | N/A             | 8/10            |
| Game Informer      | N/A             | 7,75/10         | N/A             | N/A             | 7,75/10         | 8,25/10         | 7,75/10         |
| GamePro            | N/A             | N/A             | N/A             | N/A             | 4,5/5           | N/A             | 4,5/5           |
| GameRevolution     | N/A             | B               | N/A             | N/A             | B               | N/A             | B               |
| GameSpot           | N/A             | 8,6/10          | 8,2/10          | 8,9/10          | 8,8/10          | 8,3/10          | 8,9/10          |
| GameSpy            | N/A             | 3,5/5           | N/A             | 3/5             | 4/5             | 4/5             | 4/5             |
| GameZone           | 8/10            | 9/10            | N/A             | 9/10            | 9/10            | 8,2/10          | 9/10            |
| IGN                | N/A             | 8,6/10          | N/A             | 8,6/10          | 8,6/10          | 7/10            | 8,6/10          |
| Nintendo Power     | 3,7/5           | 4,2/5           | N/A             | N/A             | N/A             | N/A             | N/A             |
| OPM                | N/A             | N/A             | N/A             | N/A             | 5/5             | 4/5             | N/A             |
| OXM                | N/A             | N/A             | N/A             | N/A             | N/A             | N/A             | 8,4/10          |
| PC Gamer (US)      | N/A             | N/A             | N/A             | 83 %            | N/A             | N/A             | N/A             |

С новым улучшенным режимом карьеры игра была широко разрекламирована и вышла не в конце октября (как предыдущие игры серии), а в начале, чтобы избежать близости к релизу игр Pro Evolution Soccer 4 и FIFA Street. Тем не менее, многие критики признали, что геймплей FIFA 2005 сильно уступил игре от Konami, которая была значительно улучшена по сравнению с изданием 2003 года.